# Bisbe (sobrassada)
El bisbe és la peça de sobrassada més grossa del porc (l'estómac) i la que se sol consumir la darrera, a vegades un any després de la seva elaboració, quan ja s'ha fet la sobrassada de l'any següent.

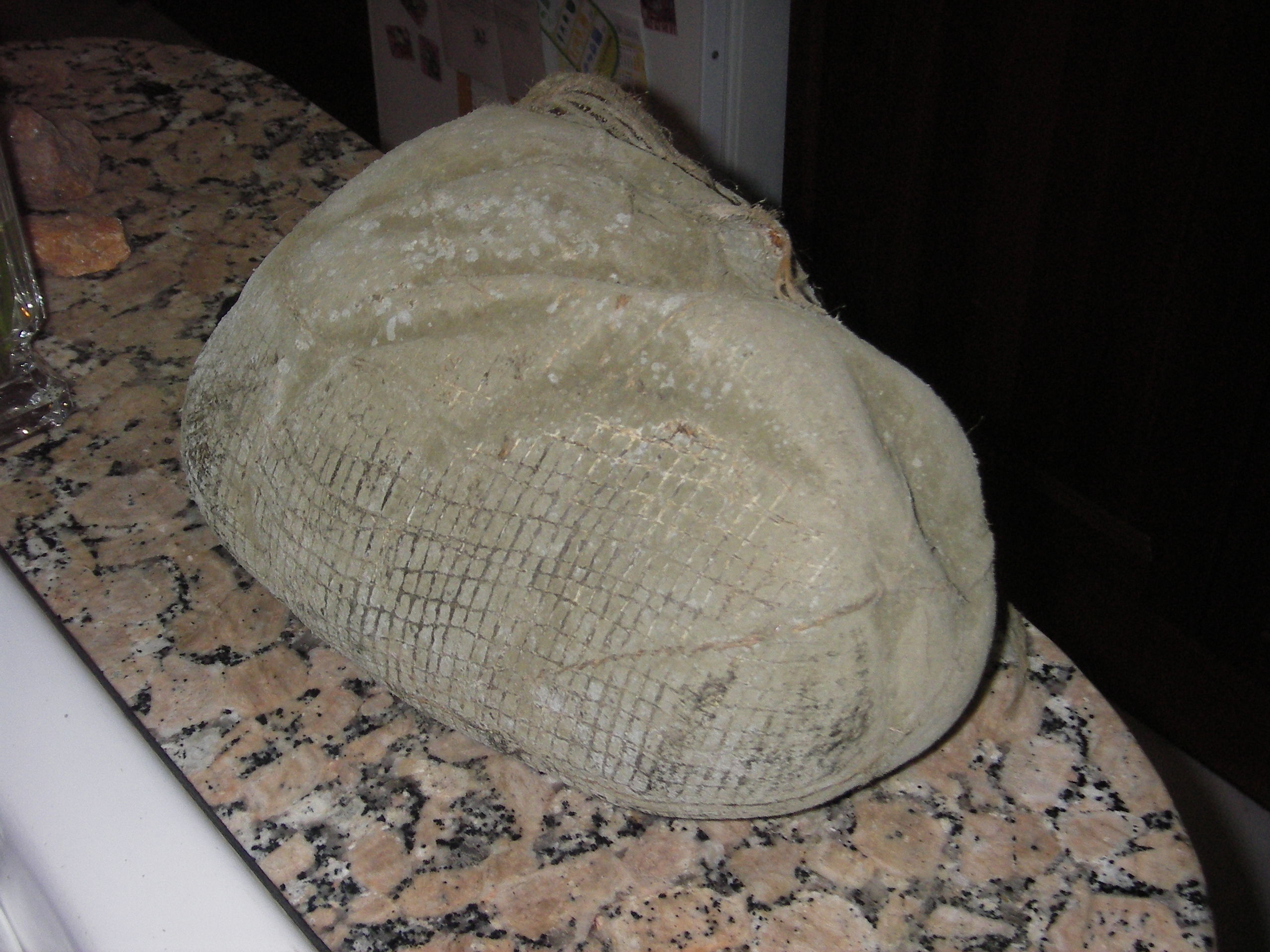
Bisbe després de 14 mesos de curació

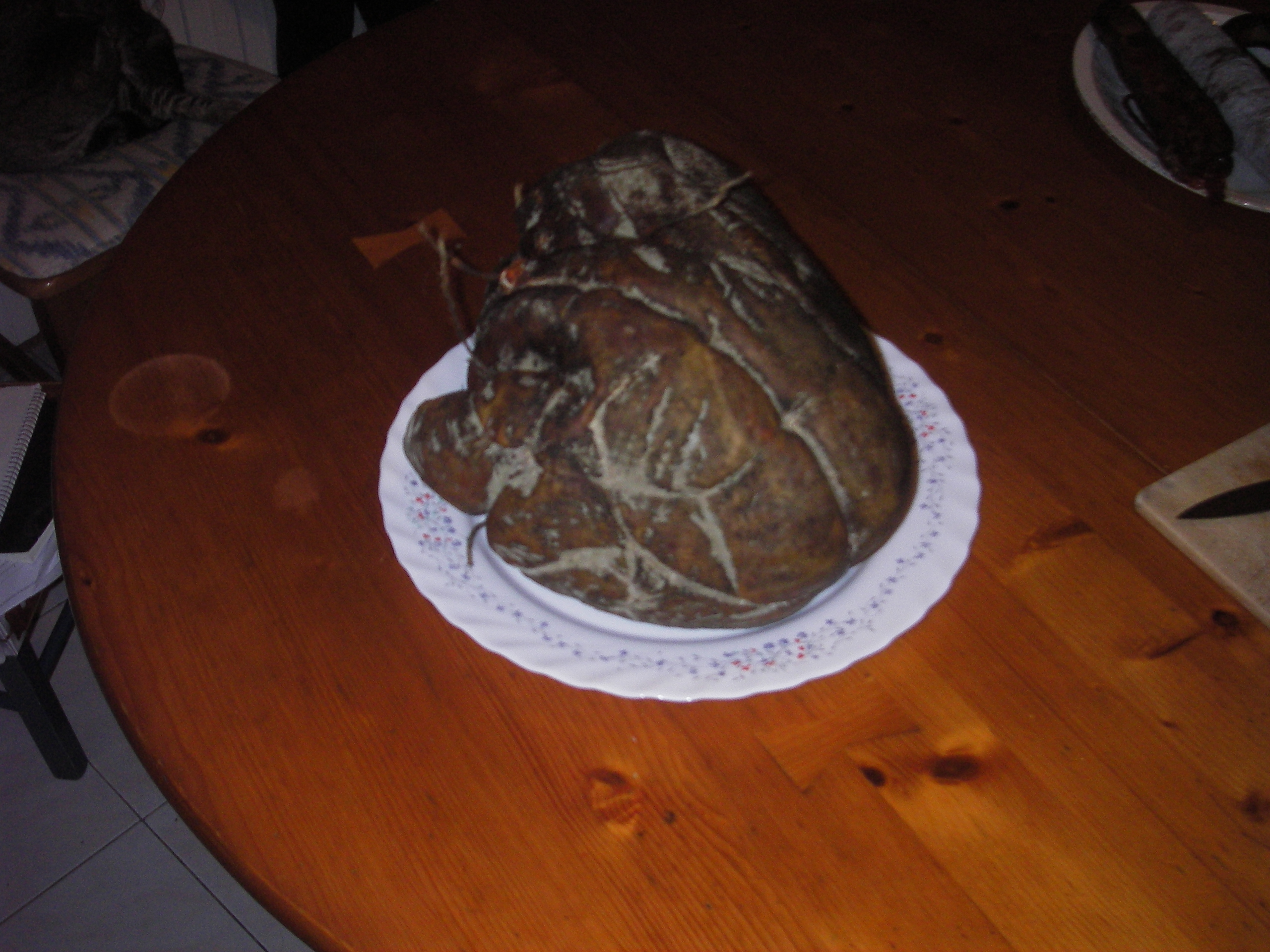
Bisbe netejat de la floridura abans d'encetar-lo

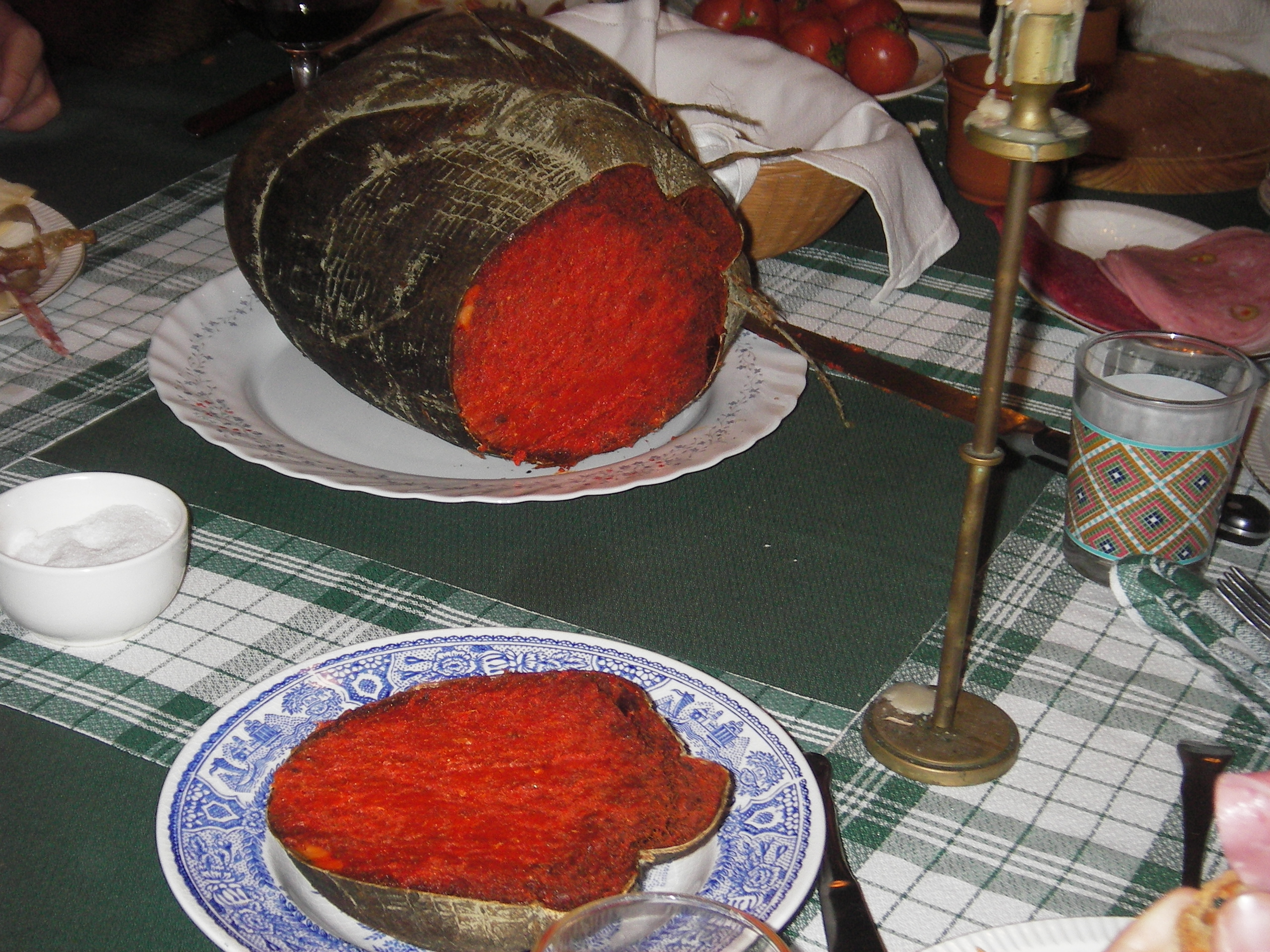
Bisbe encetat a punt de menjar